# Jean-Philippe Rameau
Jean-Philippe Rameau, francoski skladatelj, * 25. september 1683, Dijon, Francija, † 12. september 1764, Pariz.
Jean-Philippe Rameau je bil eden izmed najbolj pomembnih francoskih baročnih skladateljev in glasbenih teoretikov. Za mesto vodilnega skladatelja francoskih oper se je boril z Jean-Baptiste Lullyem. Pri pisanju oper je sodeloval z Voltairom.

## Življenjepis
Francoski skladatelj, ki se je rodil 25. septembra 1683, kot sedmi izmed enajstih otrok. Začel se je učiti čembalo in violino pod očetovim vodstvom. Študij je končal v jezuitskem kolegiju v Dijonu. Pri osemnajstih letih se je odločil, da se popolnoma posveti glasbi, potem ko je nekaj časa igral violino v orkestru potujoče skupine. Leta 1702 je bil organist v Avignonu, leta 1706 pa je objavil prvo zbirko za čembalo in niz baletov. V raznih francoskih mestih je bil organist naslednjih trideset let. Leta 1723 je dobil stalno mesto v Parizu. Leta 1731 so mu zaupali glasbeno vodstvo zasebnega orkestra in spoznal se je z Voltairjem. Kljub uspehom in častem, je imel mnogo nasprotnikov. Od leta 1733 se je Rameau posvetil gledališču in napisal okoli tridesel liričnih tragedij, baletnih oper in komedij ter drugih priložnostnih skladb.
Do smrti leta 1764 je zagrenjen živel Parizu, vendar je zagrizeno branil svoja načela.

## Delo
Rameau je večino časa namenil teoretičnemu delu znameniti Razpravi o harmoniji (Traité de l'harmonie réduite à ses principes naturels), ki jo je izdal leta 1722 in temelji na pitagorejskem monokordu. Leta 1740 se je sodelovanje z Voltairjem nadaljevalo z opero Pandora, ki je niso nikoli uprizorili. Leta 1745 je za poroko francoskega prestolonaslednika Ludvika (sina kralja Ludvika XV.) napisal baletno komedijo Navarska princesa (La Princesse de Navarre). Rameau je za nagrado dobil naslov kraljevskega skladatelja komorne glasbe in z njim so ravnali temu primerno. V harmoničnem sistemu je postavil načela, ki veljajo še danes: vrsto popolnih akordov iz vsake notne vrstice, funkcijo akordov v okviru glavnih tonalitet, oblikovanje akordov z dodajanjem terc in teorijo obratov akordov. V nadaljevanju je le nekaj njegovih del:
Inštrumentalna dela
- Les pièces de clavecin en concert - 3 knjige, objavljene 1706, 1724, 1726-1727
- koncerti - 5 albumov skladb za čembalo, violino in violo da gamba (1741)
- La Dauphine za čembalo (1747)
- Les petits Marteaux za čembalo
- več orkestralnih plesnih suite iz njegovih oper

Opera
- Hippolyte et Aricie
- Castor et Pollux
- Les Paladins
- Dardanus
- Zoroastre
- Les Boréades

Baletna glasba
- Les Indes galantes
- Platée
- Zaïs